# Carl Heinrich Cornill
Carl Heinrich Cornill (* 26. April 1854 in Heidelberg; † 10. Juni 1920 in Halle (Saale)) war ein deutscher evangelischer Theologe.
Cornill, Sohn eines Dozenten, besuchte das Städtische Gymnasium in Frankfurt am Main. Nach einem Studium in Leipzig, Bonn und Marburg promovierte ihn erstgenannte Universität zum Doktor der Philosophie. 1875 wurde er Doktor der Theologie, 1878 in Marburg Lizentiat der Theologie. Nachdem er dort 1877 als Repetent gewirkt hatte, begann er 1878 eine Tätigkeit als Dozent und wurde 1886 außerordentlicher Professor. 1888 übernahm er eine Stelle als ordentlicher Professor in Königsberg und 1898 in Breslau. An die Theologische Fakultät Halle ging er 1910. Als Bibelkritiker gehörte er der Schule von Julius Wellhausen an.

## Schriften
- Maṣḥafa Falâsfâ Ṭabîbân Das Buch der weisen Philosophen. Nach dem Aethiopischen untersucht von Carl Heinrich Cornill Dr. phil. Leipzig, Druck von F. A. Brockhaus. 1875. 58 S.
- Der Prophet Ezechiel (= Sammlung von Vorträgen für das deutsche Volk. Heft 8). Winter, Heidelberg 1882.
- Das Buch des Propheten Ezechiel. 2 Bände. Hinrichs, Leipzig 1886.
- Entstehung des Volkes Israel und seiner nationalen Organisation. Hamburg 1888. Digitalisat.
- Einleitung in das Alte Testament (= Grundriss der theologischen Wissenschaften. Reihe 1. Theil 2. Band 1). Jakob Christian Benjamin Mohr. Freiburg Breisgau 1891.
- Der israelitische Prophetismus. In fünf Vorträgen für gebildete Laien geschildert. Trübner. Straßburg 1894.
- Geschichte des Volkes Israel von den ältesten Zeiten bis zur Zerstörung Jerusalems durch die Römer. Harrassowitz. Leipzig 1898.
- Das Alte Testament und die Humanität, Ein Vortrag, Leipzig 1895.